# Reherrey
Reherrey település Franciaországban, Meurthe-et-Moselle megyében. Lakosainak száma 152 fő (2022. január 1.). Reherrey Brouville, Merviller, Mignéville, Montigny és Vaxainville községekkel határos.

## Népesség
A település népessége az elmúlt években az alábbi módon változott:
| Lakosok száma | 138  | 108  | 112  | 132  | 126  | 120  | 125  | 141  | 144  | 152  |
|               | 1968 | 1982 | 1990 | 2006 | 2013 | 2015 | 2017 | 2019 | 2020 | 2022 |